# Notopleura
Notopleura is een geslacht van rechtvleugeligen uit de familie veldsprinkhanen (Acrididae). De wetenschappelijke naam van dit geslacht is voor het eerst geldig gepubliceerd in 1902 door Krauss.

## Soorten
Het geslacht Notopleura omvat de volgende soorten:
- Notopleura ifniensis Bolívar, 1936
- Notopleura pygmaea Vosseler, 1902
- Notopleura rhelbanensis Defaut, 1984
- Notopleura rothschildi Uvarov, 1923
- Notopleura saharica Krauss, 1902